# Campionat del Món de natació de 1991
El Campionat del Món de natació de 1991 fou una competició esportiva que es realitzà entre els dies 3 i 13 de gener de 1991 a la ciutat de Perth (Austràlia) sota l'organització de la Federació Internacional de Natació (FINA), esdevenint la sisena edició d'aquesta competició mundial.
Es realitzaren competicions de natació, natació sincronitzada, salts i waterpolo.

## Proves
- Natació al Campionat del Món de natació de 1991
- Natació sincronitzada al Campionat del Món de natació de 1991
- Salts al Campionat del Món de natació de 1991
- Waterpolo al Campionat del Món de natació de 1991

## Medaller
Seu
| Posició | País            | Or | Plata | Bronze | Total |
| 1       | Estats Units    | 17 | 11    | 6      | 34    |
| 2       | R.P. de la Xina | 8  | 3     | 2      | 13    |
| 3       | Hongria         | 5  | 2     | 2      | 9     |
| 4       | Alemanya        | 4  | 9     | 9      | 22    |
| 5       | Austràlia       | 3  | 5     | 2      | 10    |
| 6       | Països Baixos   | 2  | 1     | 1      | 4     |
| 7       | Unió Soviètica  | 1  | 3     | 6      | 10    |
| 8       | Canadà          | 1  | 3     | 1      | 5     |
| 9       | Itàlia          | 1  | 2     | 4      | 7     |
| 10      | Espanya         | 1  | 1     | 1      | 3     |
| 11      | Iugoslàvia      | 1  | 0     | 0      | 1     |
| 11      | Surinam         | 1  | 0     | 0      | 1     |
| 13      | Japó            | 0  | 2     | 3      | 5     |
| 14      | França          | 0  | 2     | 1      | 3     |
| 15      | Regne Unit      | 0  | 1     | 1      | 2     |
| 16      | Suècia          | 0  | 1     | 0      | 1     |
| 17      | Dinamarca       | 0  | 0     | 2      | 2     |
| 17      | Polònia         | 0  | 0     | 2      | 2     |
| 19      | Txecoslovàquia  | 0  | 0     | 1      | 1     |
| Total   | Total           | 45 | 46    | 44     | 135   |